# Nicholas Lea
Nicholas Lea, nome d'arte di Nicholas Christopher Schroeder (New Westminster, 22 giugno 1962), è un attore canadese.

## Biografia
Lea è nato a New Westminster, in Columbia Britannica. Noto anche con il nome di Nicholas Christopher Herbert, per via del divorzio dei due genitori, dopo aver completato gli studi con laurea nel 1980 alla Prince of Wales Secondary School di Vancouver inizia la sua attività di attore. Il primo ruolo importante di Lea è una parte nella serie televisiva Il commissario dal 1991 al 1994. Fu durante questo periodo che ha avuto un ruolo minore in un episodio della prima stagione di X-Files intitolato Gender bender. I produttori, rimasti impressionati dalla sua prestazione, gli assegnano il ruolo dell'agente dell'FBI Alex Krycek e recita per undici episodi, dal 1994 al 2002, diventando un personaggio popolare tra i fan. Nell'episodio "L'ufo degli Abissi II" della Terza Stagione, Krycek viene lasciato morire in un silo di missili abbandonato con una nave aliena. Questo ha permesso a Lea di assumere un ruolo da protagonista nella serie Once a Thief ma la serie viene cancellata dopo una sola stagione.
Ha continuato a recitare il ruolo di Krycek diventando un nemico, non solo di Fox Mulder e Dana Scully, ma soprattutto del vice direttore Walter Skinner interpretato da Mitch Pileggi. Nel 2006, Lea ha avuto anche un ruolo su ABC Family nella serie Kyle XY (26 episodi), interpretando Tom Foss tutor di Kyle della quale è stato anche il produttore associato. È stato guest star in spettacoli come NYPD - New York Police Department (3 episodi), Andromeda, Burn Notice - Duro a morire, I viaggiatori, Highlander, Giudice Amy, CSI (4 episodi come fidanzato di Catherine Willows) e Men in Trees (10 episodi come Eric, il ministro). Nicholas è inoltre membro del Consiglio di Amministrazione per la Scuola Lirico di recitazione a Vancouver. Lea è apparso nel film di Guido Superstar: The Rise of Guido prodotto e diretto da Silvio Pollio tra cui Lea, John Cassini, Terry Chen, e Michael Eklund. Il film è stato proiettato al Festival di Vancouver International Film nel 2010.
Non si è mai sposato ma ha avuto relazioni sentimentali con Lucy Liu e Melinda McGraw.

## Filmografia

### Cinema
- American Boyfriends, regia di Sandy Wilson (1989)
- Il ritorno dell'alieno (Xtro II: The Second Encounter), regia di Harry Bromley Davenport (1990)
- From Pig to Oblivion, regia di Simon Barry (1993) - corto
- The Raffle, regia di Gavin Wilding (1994)
- Bad Company (The Nature of the Beast), regia di Damian Harris (1995)
- Vertical Limit, regia di Martin Campbell (2000)
- Lunch with Charles, regia di Michael Parker (2001)
- The Impossible Elephant, regia di Martin Wood (2001)
- Ignition - Dieci secondi alla fine (Ignition), regia di Yves Simoneau (2001)
- Shot in the Face, regia di Dave Hansen (2001)
- Moving Malcolm, regia di Benjamin Ratner (2003)
- Caos (Chaos), regia di Tony Giglio (2005)
- Shattered - Gioco mortale (Butterfly on a Wheel), regia di Mike Barker (2007)
- American Venus, regia di Bruce Sweeney (2007)
- Vice, regia di Raul Inglis (2008)
- Crime, regia di Tom Scholte (2008)
- Mothers&Daughters, regia di Carl Bessai (2008)
- Dancing Trees, regia di Anne Wheeler (2009)
- Excited, regia di Bruce Sweeney (2009)
- Guido Superstar: The Rise of Guido, regia di Silvio Pollio (2010)
- Crimes of Mike Recket, regia di Bruce Sweeney (2012)
- Working Class Heroes, regia di Tom Scholte (2015) - corto
- Prima di domani (Before I Fall), regia di Ry Russo-Young (2017)
- Status Update, regia di Scott Speer (2018)
- The Lie - La bugia (The Lie), regia di Veena Cabreros Sud (2018)

### Televisione
- The Hat Squad – serie TV, episodi 1x8 (1993)
- North of 60 – serie TV, episodi 1x6 (1993)
- Madison – serie TV, episodi 1x7 (1993)
- E.N.G. - Presa diretta (E.N.G.) – serie TV, episodi 5x14 (1994)
- Il commissario Scali (The Commish) – serie TV, 33 episodi (1991-1994)
- Robin's Hoods – serie TV, episodi 1x5 (1994)
- Marshal (The Marshal) – serie TV, episodi 1x1 (1995)
- Taking the Falls – serie TV, episodi 1x4 (1995)
- Colomba solitaria (Lonesome Dove: The Outlaw Years) – serie TV, episodi 1x12 (1996)
- I viaggiatori (Sliders) – serie TV, episodi 1x9-2x1 (1995-1996)
- Highlander – serie TV, episodi 2x11-5x6 (1994-1996)
- The Burning Zone – serie TV, episodi 1x8 (1996)
- Soluzione estrema (Once a Thief), regia di John Woo (1996)
- Una seconda chance (Their Second Chance), regia di Mel Damski (1997)
- Once a Thief: Brother Against Brother, regia di Allan Kroeker e David Wu (1997)
- Moloney – serie TV, episodi 1x13 (1997)
- Once a Thief – serie TV, 23 episodi (1996-1998)
- Once a Thief: Family Business, regia di T.J. Scott (1998)
- Saturday Night Live – serie TV, episodi 23x20 (1998)
- Jake and the Kid – serie TV, episodi 1x3-2x9 (1995-1999)
- Oltre i limiti (The Outer Limits) – serie TV, episodi 4x26-5x17 (1998-1999)
- X-Files (The X Files) – serie TV, 24 episodi (1994-2002) - Alex Krycek
- Kiss Tomorrow Goodbye, regia di Jason Priestley (2000)
- Earth Angels, regia di Bronwen Hughes (2001)
- NYPD - New York Police Department (NYPD Blue) – serie TV, episodi 10x3-10x4-10x5 (2002)
- The Investigation, regia di Anne Wheeler (2002)
- Threshold, regia di Chuck Bowman (2003)
- Andromeda – serie TV, 4 episodi (2003-2004)
- Giudice Amy (Judging Amy) – serie TV, episodi 5x14 (2004)
- CSI - Scena del crimine (CSI: Crime Scene Investigation) – serie TV, 4 episodi (2004)
- S.O.S. - La natura si scatena (Category 7: The End of the World) – miniserie TV, episodi 1x1-1x2 (2005)
- Il dolce brivido dell'inganno (Deadly Isolation), regia di Rodney Gibbons – film TV (2005)
- Whistler – serie TV, 13 episodi (2006)
- Drive – serie TV, episodi 1x0 (2007)
- Men in Trees - Segnali d'amore (Men in Trees) – serie TV, 10 episodi (2007-2008)
- Kyle XY – serie TV, 26 episodi (2006-2009)
- Senza traccia (Without a Trace) – serie TV, episodi 7x21 (2007)
- Burn Notice - Duro a morire (Burn Notice) – serie TV, episodi 3x7 (2009)
- CSI: Miami – serie TV, episodi 8x14 (2010)
- V – serie TV, 5 episodi (2010-2011)
- Obsession - Il passato ritorna (Obsession), regia di George Erschbamer (2011)
- The Philadelphia Experiment, regia di Paul Ziller (2012)

- Supernatural – serie TV, episodio 7x12 (2012)
- C'era una volta (Once Upon a Time) – serie TV, episodi 1x9 (2012)
- King & Maxwell – serie TV, episodi 1x4 (2013)
- The Killing – serie TV, 5 episodi (2013)
- Continuum – serie TV, 8 episodi (2012-2013)
- Arrow – serie TV, episodi 2x12-2x13-2x20 (2014)
- Unveiled, regia di Yves Simoneau (2015)
- NCIS: New Orleans – serie TV, episodi 2x21 (2016)
- Campus Caller, regia di George Erschbamer (2017)
- ReBoot: The Guardian Code – serie TV, 12 episodi (2018)
- The Bletchley Circle: San Francisco – serie TV, episodi 1x1-1x2 (2018)
- Take Two – serie TV, episodi 1x12 (2018)
- The Twilight Zone – serie TV, episodi 1x2 (2019)
- The InBetween – serie TV, episodi 1x8 (2019)
- The Stand – serie TV, 5 episodi (2020-2021)
- La caduta della casa degli Usher (The Fall of the House of Usher) – miniserie TV (2023)

## Doppiatori italiani
Nelle versioni in italiano delle opere in cui ha recitato, Nicholas Lea è stato doppiato da:
- Alessio Cigliano in X-Files, Soluzione estrema, The Good Doctor, Una seconda chance, Tracker
- Mauro Gravina in Once a Thief, Ignition- Dieci secondi alla fine, The Killing
- Francesco Prando in Kyle XY, C'era una volta, Caos
- Fabio Boccanera in Il commissario Scali, Supernatural
- Massimo De Ambrosis in Vertical Limit
- Luca Ward in CSI - Scena del crimine (st. 4)
- Vittorio De Angelis in CSI - Scena del crimine (ep. 5x01)
- Roberto Gammino in S.O.S.: La natura si scatena
- Luca Ghignone in Continuum
- Andrea Lavagnino in Prima di domani
- Fabrizio Pucci in CSI: Miami
- Roberto Pedicini in V
- Roberto Certomà in Arrow
- Stefano Benassi in NCIS: New Orleans
- Enrico Di Troia in The Stand
- Luca Bottale in ReBoot: The Guardian Code
- Giorgio Bonino in The Lie - La bugia
- Gianni Quillico in The Bletchley Circle: San Francisco
- Luca Bottale in Reboot: The Guardian Code
- Antonio Angrisano ne La caduta della casa degli Usher